# オキシジェン (2021年の映画)
オキシジェン (フランス語: Oxygène)は、2021年のフランス語のSFサバイバルホラー映画。アレクサンドル・アジャ、クリスティ・ルブランによる脚本で制作された。アメリカとフランスの共同制作の一環として、メラニー・ロラン、マチュー・アマルリック、マリック・ジディが出演している。
本作は2021年5月12日にNetflixにて配信された。

## あらすじ
ある女性は目を覚まし、自分が気密性のある医療用ユニットに閉じ込められており、かつユニットの酸素レベルが急速に低下していることに気づく。彼女は自分が誰であるか、どのようにしてそこにたどり着いたかを覚えておらず、そのことで思い悩む。彼女はミロという名前の高度なAIによって支援されていたが、管理者コードがないためユニットから出ることができなかった。彼女はミロを通じてポッドの外に送信し、緊急サービスに連絡する。彼女は、外部の窓口にユニットのモデルとシリアル番号を伝え、それらを印刷する。ところが、メーカーに連絡すると、ユニットは3年前に破壊されたと言われてしまう。

## キャスト
※括弧内は日本語吹替
- エリザベス・ハンセン役：メラニー・ロラン（樋口あかり[4]）
- ミロ役：マチュー・アマルリック（中川慶一[4]）
- レオ・ファーガソン役：マリック・ジディ（四宮豪[4]）

## 制作
2017年7月、エコーレイクエンターテイメントを通じて、クリティルブラン脚本、アン・ハサウェイがキャスト、プロデューサーとして発表された。。2020年2月、ノオミ・ラパスがハサウェイに代わって映画のキャストに加わり、フランク・カルフンが映画を監督し、アレクサンドル・アジャがプロデューサーを務めたことが発表された。2020年7月、メラニー・ロラン、マチュー・アマルリック、マリック・ジディがキャストに加わり、ラパスの代わりに、アジャがカルフンの代わりに監督を務め、アダムリバックとジェームズエングルが責任者になり、エコーレイクエンターテイメントを通じて製作総指揮を務めた。2021年2月、完成した映画は新しいタイトルとして、オキシジェンであると報告された。

### 撮影
撮影は2020年7月に始まった。

## リリース
本作は2021年5月12日にNetflixにて配信された。

## 評価
レビューをポジティブまたはネガティブにのみ分類するレビュー・アグリゲーターのRotten Tomatoesでは、95件のレビューの88％がポジティブであり、平均評価は6.80 / 10。ウェブサイトの批評家の総評は、「オキシジェンは、その狭い窮屈な設定からハラハラさせる展開を最大限に引き出し、アレクサンドル・アジャ監督とメラニー・ロランが、これをSFファンにとって必見のスリラーにしている」と述べている。Metacriticでは20件のレビューを基に加重平均値が67/100となり、「一般的に好意的なレビュー」と評価している。